# John Taylor Gilman
Pour les articles homonymes, voir Gilman.
John Taylor Gilman (19 décembre 1753 - 1er septembre 1828) était un armateur et homme d'État né à Exeter dans le New Hampshire. Il représente l'État du New Hampshire au Congrès continental en 1782-1783 et exerce la fonction de gouverneur de l'État pendant 14 ans de 1794 à 1805 et de 1813 à 1816.

## Biographie
Gilman était un des Minutemen de 1775. Il a été membre de la Chambre des représentants du New Hampshire de 1779 à 1781. Gilman a servi comme gouverneur du New Hampshire entre 1794 et 1805 mais n'a échoué pour sa réélection en 1805, et en 1812. Après avoir été à nouveau membre de la Chambre des Représentants de New Hampshire en 1810 et 1811, il a été réélu gouverneur de 1813 à 1816. Il a refusé d'être candidat en 1816. 
Gilman a été élu un membre de l'American Antiquarian Society en 1814.
Gilman était marié à Deborah (Folsom) Gilman, fille du major général Nathaniel Folsom. Il est mort à Exeter le 1er septembre 1828.

## Source
- (en) Cet article est partiellement ou en totalité issu de l’article de Wikipédia en anglais intitulé « John Taylor Gilman » (voir la liste des auteurs).